# Alvise Spanghero
Alvise Spanghero (Pieris, 1º novembre 1913 – ...) è stato un calciatore italiano, di ruolo attaccante.
Era conosciuto anche come Spanghero II per distinguerlo dai fratelli calciatori Luigi (Spanghero I) e Giulio (Spanghero III).

## Caratteristiche tecniche
Giocava come ala sinistra.

## Carriera
Esordisce nella Monfalconese nella stagione 1930-1931, nella quale segna 2 reti in 10 presenze in Serie B; l'anno successivo mette invece a segno 3 gol in 13 presenze sempre in Serie B; rimane in squadra anche nella stagione 1932-1933, in cui gioca 6 partite senza mai segnare nella serie cadetta, al termine delle quali la squadra viene ritirata dal campionato per problemi economici, ripartendo l'anno successivo dal campionato di Prima Divisione, la terza serie dell'epoca.
A fine anno passa al Taranto, con cui nella stagione 1934-1935 vince il campionato di Prima Divisione; esordisce con i pugliesi il 17 marzo 1935, nella partita vinta per 1-0 contro il Sulmona, e realizza il suo primo gol con la nuova maglia il successivo 14 aprile, quando realizza il momentaneo 5-1 nella partita vinta per 6-1 contro il Fano. Nel finale di stagione mantiene il posto da titolare, segnando anche un gol nel girone finale per la promozione in Serie B (il 7 luglio 1935, in Taranto-Andrea Doria 1-1). Complessivamente chiude la stagione con 4 gol in 8 partite di campionato e un gol in 5 partite nel girone finale, per complessive 13 presenze e 5 reti. Viene riconfermato anche per la stagione 1935-1936, disputata nel campionato di Serie B; dopo aver giocato 2 partite in Coppa Italia (entrambe contro il Foggia), segna il suo primo gol in campionato alla sesta giornata di campionato, il 20 ottobre 1935 in Livorno-Taranto (3-1); si ripete all'ottava giornata, il 4 novembre 1935, quando segna il momentaneo 1-0 in Taranto-Messina (1-1). Segna altre due reti nel girone d'andata (contro Pistoiese e Catania), e nel girone di ritorno perde il posto da titolare, giocando solo una partita, contro la Lucchese. Chiude la stagione con 18 presenze e 4 gol, per poi essere ceduto al Pieris, dove gioca per una stagione in Prima Divisione, nel frattempo divenuta quarto livello del calcio italiano per la nascita della Serie C come nuovo terzo livello del calcio italiano; passa quindi al Siracusa, con cui nella stagione 1937-1938 vince il campionato di Prima Divisione con conseguente promozione in Serie C.
Gioca poi cinque campionati consecutivi in terza serie con i siciliani, vincendone uno nella stagione 1940-1941 e mancando la promozione in Serie B per il terzo posto dietro a Prato e Pro Patria nel girone finale.

## Palmarès

### Club

#### Competizioni nazionali
- Prima Divisione: 1

Taranto: 1934-1935
- Serie C: 1

Siracusa: 1940-1941

#### Competizioni regionali
- Prima Divisione: 1

Siracusa: 1937-1938